# Fulga
Fulga es una comuna ubicada en el distrito de Prahova, Rumania.

## Superficie
Posee una superficie de 74,53 kilómetros cuadrados.

## Demografía
Hasta 2021 la población era de 2889 habitantes, con una densidad de población de 38,76 habitantes por kilómetro cuadrado.